# Guestphalia

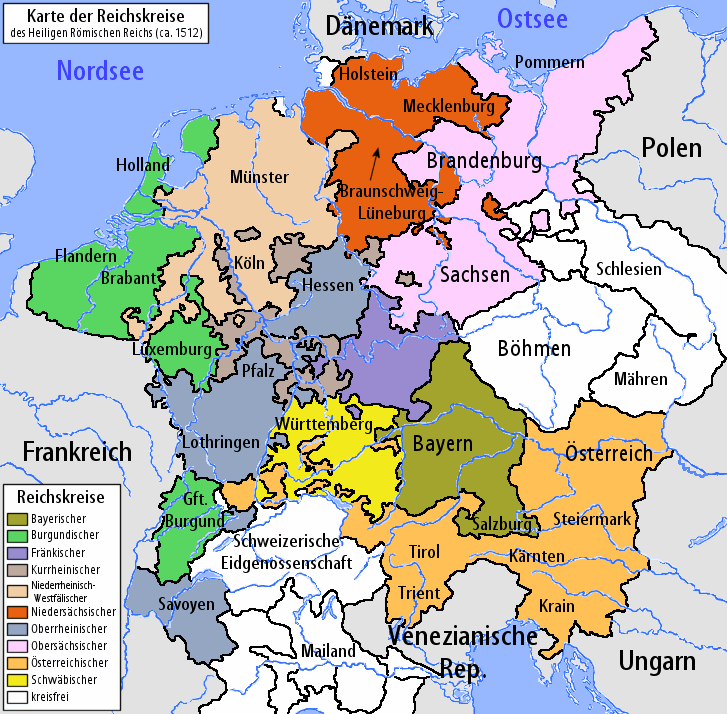
Kreiseinteilung des Deutschen Reiches (1521–1806)

Guestphalia (seltener Guestfalia; gesprochen „Westfalia“) war und ist der Name vieler Studentenverbindungen. Die meisten sind historische Landsmannschaften aus festgelegten Rekrutierungsgebieten oder aus diesen hervorgegangene Verbindungen, zumeist Corps. 

## Farben
Ursprünglich kamen ihre Mitglieder vor allem aus dem namensgebenden Westfalen, das in der Franzosenzeit zum Königreich Westphalen erhoben wurde. Entsprechend ist ihr Couleur überwiegend grün–weiß–schwarz, die Grundfarbe von Studentenmütze und Pekesche oft grün. In vielen Guestphalen-Wappen oder Bundeszeichen ist das weiße Sachsenross auf rotem Grund zu sehen, das auch das Landeswappen von Niedersachsen bzw. des westfälischen Teils im Wappen von Nordrhein-Westfalen ziert. 

## Verbindungen

### Corps
Im KSCV
- Guestphalia Berlin
- Guestphalia Bonn
- Guestphalia Erlangen I (1794/95)
- Guestphalia Erlangen II (1798–1809)
- Guestphalia Erlangen
- Guestphalia Gießen (1802–1825)
- Guestphalia Göttingen
- Guestfalia Greifswald
- Guestphalia Halle
- Guestphalia Heidelberg
- Guestphalia Jena
- Guestphalia Leipzig I (1847)
- Guestphalia Leipzig II
- Guestphalia Marburg
- Guestphalia Tübingen (1829–1851)
- Guestphalia Würzburg I (um 1805–1808)
- Guestphalia Würzburg
- Guestphalia et Suevoborussia Marburg
- Hildeso-Guestphalia Göttingen
- Makaria-Guestphalia Würzburg
- Palatia-Guestphalia Freiburg
- Rheno-Guestphalia Münster
- Thuringo-Guestphalia Halle (1835/36)

Im WSC
- Franco-Guestphalia Köln
- Suevo-Guestphalia München
- Marko-Guestphalia Aachen

Verbandsfreie
- Vandalo-Guestphalia Heidelberg

### Landsmannschaften
- Hasso-Guestfalia Marburg
- Saxo-Guestphalia Erlangen (heute Saxo-Suevia Erlangen)
- Sorabia-Westfalen Münster

### Sonstige Studentenverbindungen
- Guestphalia Berlin zu Frankfurt
- Guestphalia Freiburg im Breisgau
- KStV Guestphalia-Berlin
- WKStV Unitas-Guestfalia-Sigrifdia
- AV Guestfalia Tübingen
- AV Rheno-Guestphalia Hannover
- FAV Rheno-Guestfalia zu Göttingen
- AV Rheno-Guestfalia Kiel
- KDB Rheno-Guestphalia zu Bonn